# Jean Aerts
Jean Aerts (ur. 8 września 1907 w Laeken, zm. 15 czerwca 1992 w Brugii) – belgijski kolarz szosowy i torowy, trzykrotny medalista szosowych mistrzostw świata.

## Kariera
Pierwszy sukces w karierze Jean Aerts osiągnął w 1927 roku, kiedy zdobył złoty medal w wyścigu ze startu wspólnego amatorów podczas szosowych mistrzostw świata w Nürburgu. Na rozgrywanych rok później mistrzostwach świata w Budapeszcie w tej samej konkurencji zajął trzecie miejsce. W zawodach tych wyprzedzili go jedynie dwaj Włosi: Allegro Grandi oraz Michele Mara. W tym samym roku wystąpił na igrzyskach olimpijskich w Amsterdamie, gdzie był jedenasty indywidualnie i piąty w drużynie. Na tych samych igrzyskach wystąpił także na torze - w wyścigu na 1 km zajął dziewiątą pozycję. Jeszcze w 1928 roku przeszedł na zawodowstwo. Kolejny medal zdobył na mistrzostwach świata w Floreffe w 1935 roku, gdzie zwyciężył wśród zawodowców. Wyprzedził tam bezpośrednio Hiszpana Luciano Montero oraz swego rodaka Gustave’a Danneelsa. Ponadto w 1929 roku wygrał pięć etapów i zajął drugie miejsce w klasyfikacji generalnej Volta Ciclista a Catalunya, w 1930 roku był drugi w Vuelta al País Vasco, w 1931 roku wygrał Paryż-Bruksela i zajął trzecie miejsce w Ronde van Vlaanderen, w 1933 roku wygrał trzy etapy i klasyfikację generalną Ronde van België, a w 1935 roku był trzeci w wyścigu Paryż-Roubaix. Kilkakrotnie startował w Tour de France, najlepszy wynik osiągając w 1933 roku, kiedy wygrał sześć etapów i zajął dziewiąte miejsce w klasyfikacji generalnej. Wygrywał także po jednym etapie TdF w latach 1930 i 1931 oraz cztery etapy w 1935 roku, ale nie znalazł się w pierwszej dziesiątce klasyfikacji generalnej. Łącznie w karierze wygrał 43 wyścigi. Jako zawodowiec startował w latach 1928-1943.

## Najważniejsze zwycięstwa
- 1927 – mistrzostwo świata ze startu wspólnego (amatorów), mistrzostwo Belgii (amatorów)
- 1928 – mistrzostwo Belgii (amatorów)
- 1931 – etap w Tour de France
- 1931 – Paryż-Bruksela
- 1932 – etap w Tour de France
- 1933 – sześć etapów w Tour de France, Tour of Belgium
- 1935 – mistrzostwo świata ze startu wspólnego, cztery etapy w Tour de France
- 1936 – mistrzostwo Belgii